# Kurt Wein
Kurt Wein (1883-1968) was een Duitse botanicus en leraar.
Hij werd geboren in Eisleben als zoon van een koopman. In Eisleben ging hij naar school en volgde hij later een lerarenopleiding. In 1904 begon hij als leraar in Rehmsdorf, waarna hij korte aanstellingen had in Blankenheim, Merseburg en Helbra. In de tussentijd diende hij ook nog in militaire dienst.
In 1909 trouwde Wein met de dochter van een landeigenaar. Het echtpaar vestigde zich vervolgens in Nordhausen, waar Wein eerst leraar aan een lagere school was. Van het einde van de Eerste Wereldoorlog tot 1946 was hij vervolgens docent aan een middelbare school in Nordhausen.
Wein raakt al op jonge leeftijd geïnteresseerd in de botanie. In het begin bestudeerde hij vooral de flora van de Harz. Hij publiceerde over floristiek en plantentaxonomie. In 1904 werd hij lid van de Deutsche Botanische Gesellschaft. Tussen 1908 en 1913 beschreef hij tweeëndertig nieuwe plantensoorten en één nieuwe variëteit. Volgens de huidige inzichten, wordt alleen de botanische naam Papaver rhoeas L. var. submamillatum Wein tegenwoordig nog erkend.
Vanaf 1912 verdiepte Wein zich met name in de geschiedenis van de botanie. Hij publiceerde over de pre-lineaannse nomenclatuur (de botanische nomenclatuur voor de publicatie van Species plantarum in 1753 door Carl Linnaeus); de pre-Linneaanse botanici en hun kruidboeken, de introductie en inburgering van uitheemse planten en botanische tuinen. Voor zijn onderzoek kocht hij veel boeken en bouwde hij een aanzienlijke boekencollectie op. In de schoolvakanties studeerde hij vaak in bibliotheken in Duitsland en grote bibliotheken in andere Europese landen zoals die van het British Museum, de British Library en de Bibliothèque nationale de France.
Wein had ook contacten in Nederland. In 1932 voltooide hij een 'vertaling' van de Snippendaalcatalogus, een plantencatalogus van de eerste Amsterdamse hortus van Johannes Snippendaal die aanwezig was in de British Library. Wein zette de pre-linneaanse namen in de Snippendaalcatalogus om naar linneaanse namen. Het resultaat stuurde hij naar Theodoor Jan Stomps, de toenmalige directeur van de Hortus Botanicus Amsterdam. De vertaling van Wein is gebruikt als een van de bronnen voor het maken van een nieuwe vertaling van de Snippendaalcatalogus die in 2007 is gepubliceerd.
In december 1946 werd Wein door de geallieerden ontheven uit zijn leraarsambt, vanwege vermeende nazi-sympathieën. Pas in 1952 hervatte hij zijn publicatiewerkzaamheden toen hij van H. Stubbe, directeur van het Institut für Kulturpflanzenforschung in Gatersleben, de opdracht kreeg om het boek Geschichte heimischer Kulturpflanzen te bewerken. Hierna kwam de stroom publicaties weer op gang. In deze tijd werkte hij ook in het rosarium van Sangerhausen. Hier hield hij zich bezig met naamgeving en collectiebeheer van de rozen.
Ondanks dat Wein nooit een universitaire opleiding had genoten en niet werkzaam was aan een universiteit, kreeg hij veel erkenning voor zijn botanische werkzaamheden. In 1930 werd hij lid van de Akademie gemeinnütziger Wissenschaften. In 1934 werd hij benoemd tot lid van de Deutsche Akademie der Wissenschaften Leopoldina in Halle en in 1962 werd hij verkozen tot lid van de Linnean Society of London. Hij werd benoemd tot erelid van de botanische vereniging van Brandenburg in 1959. In 1962 werd hij benoemd tot erelid van de natuurhistorische vereniging van Noordrijn-Westfalen. De Martin-Luther-Universität Halle-Wittenberg verleende hem in 1963 op zijn tachtigste verjaardag een eredoctoraat in de natuurwetenschappen.
Wein heeft in totaal 179 wetenschappelijke publicaties op zijn naam staan. In Eisleben en Nordhausen zijn straten met de naam Kurt-Wein-Straße naar hem vernoemd.